# Eleonora Dujková
Eleonora Dujková, rozená z Bubna-Litic (24. dubna 1929 Vídeň – 29. června 2018 Praha), celým jménem Eleonora Marie Terezie Marketa Jiřina, pocházela z českého šlechtického rodu Bubnů z Litic a byla majitelkou zámku Doudleby nad Orlicí.

## Život

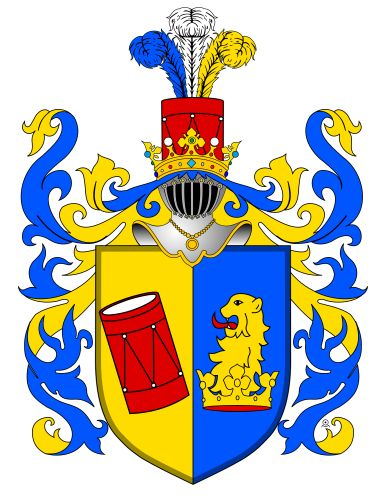
Erb rodu Bubna-Litic

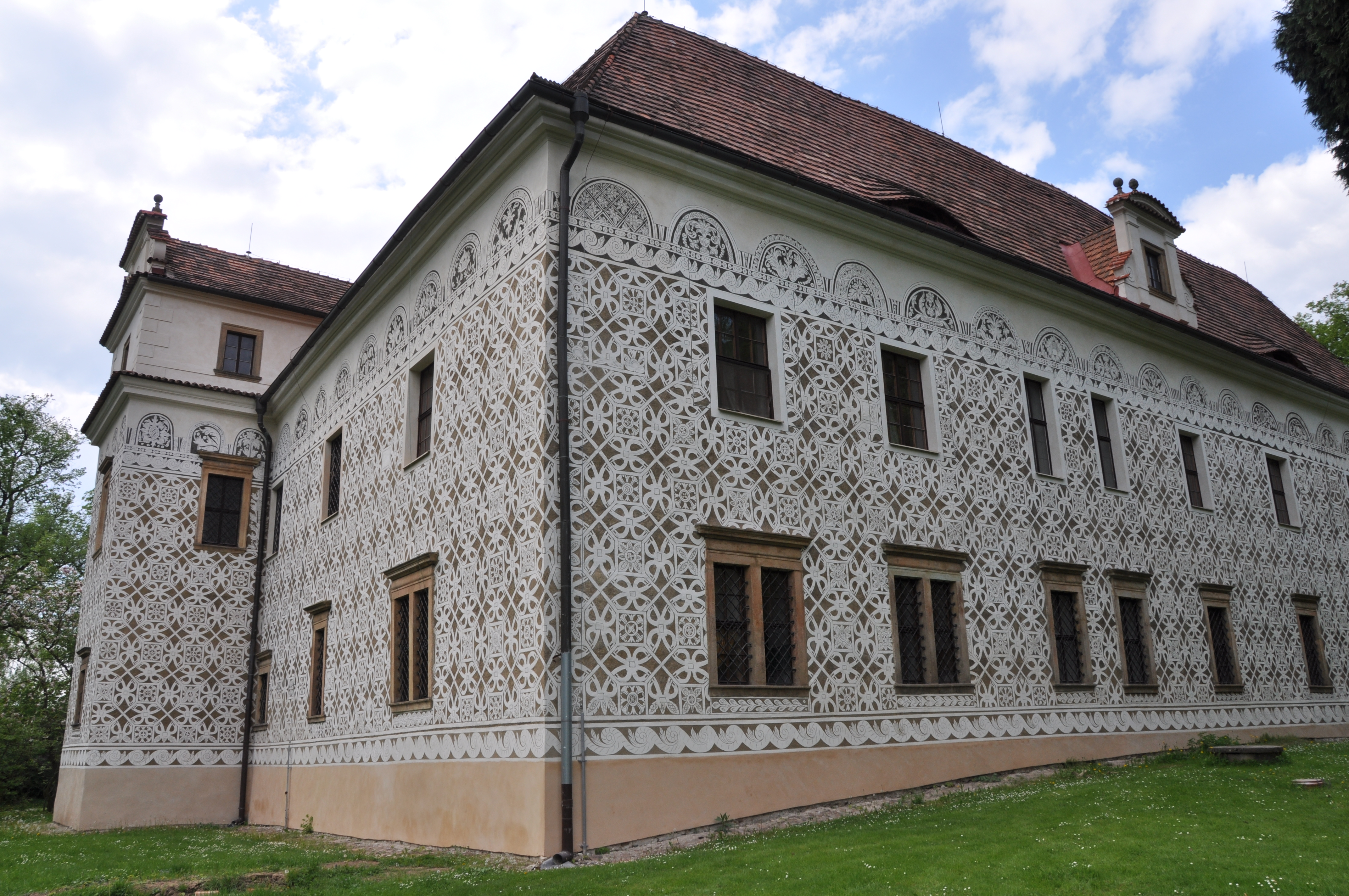
Zámek Doudleby nad Orlicí

Narodila se 24. dubna 1929 ve Vídni jako první dcera a druhé dítě Mikuláše z Bubna-Litic (14. června 1897 Doudleby nad Orlicí – 17. srpna 1954 Štýrský Hradec) a jeho první manželky, Rakušanky Margarethy (Markety) roz. Hansy (14. říjen 1902 Baden – 16. květen 1946 Rychnov nad Kněžnou). Otec se stal ministrem zemědělství Protektorátu Čechy a Morava ve vládě Aloise Eliáše (1940–1942), matka pocházela z rodiny hlavního lékaře a spolumajitele sanatoria v Semmeringu. Měla jednoho bratra z prvního otcova manželství Adama z Bubna-Litic (14. srpna 1927 Villa Meran u Semmeringu – 10. ledna 2016 Praha) a další dva nevlastní bratry z otcova druhého manželství, kteří se narodili až po druhé světové válce. Jméno Eleonora dostala po své babičce.
Vyrůstala na zámku v Doudlebech nad Orlicí, od osmi let bydlela v Praze. Studovala napřed na anglickém gymnáziu, které však německé okupační úřady zavřely. České Reálné gymnázium v Ječné ulici v Praze po osvobození v roce 1945 nesměla dokončit kvůli obvinění otce z údajné kolaborace s nacisty.
Po druhé světové válce byl její otec Mikuláš z Bubna-Litic vězněn 14 měsíců ve věznici na Pankráci. Eleonora musela v době otcova věznění společně s matkou bydlet v Praze v podnájmu, protože byli donuceni opustit byt na Malé Straně bez náhrady. Bratr Adam se přestěhoval k dědečkovi na zámek v Doudlebech a navštěvoval gymnázium v Kostelci nad Orlicí. Dne 2. května 1948 se ve věku 19 let provdala za lesního inženýra Petra Dujku. Otec a bratr na podzim roku 1948 emigrovali do Rakouska. V roce 1949 byl rodinný zámek v Doudlebech po pohřbu děda Michaela z Bubna-Litic zkonfiskován a zestátněn. Po nuceném opuštění gymnázia absolvovala Eleonora kurz pro zdravotníky nastoupila v dětské poradně na Klamovce. V roce 1960 začala pracovat v dietní jídelně U Bumbrlíčka ve Vodičkově ulici v Praze, nejprve jako pomocná síla (myla nádobí) a následně jako servírka. Od roku 1969 pracovala jako prodavačka v prodejně novin Svobodné slovo v pasáži u kina Lucerna.
Pro své děti napsala paměti nazvané Vzpomínání. Oblíbila si fenky Rozárku a Rézinku.
Zemřela večer 29. června 2018 v Praze. Smuteční obřad se konal v pondělí 16. července 2018 ve 14 hodin v kostele Nejsvětější Trojice v Horním Jelení. Ostatky byly poté uloženy do rodinné hrobky na hřbitově v Doudlebech nad Orlicí. Zároveň tam byly také převezeny ostatky jejího manžela Petra.

## Manželství a rodina
Dne 2. května 1948 se Eleonora z Bubna-Litic v kostele sv. Ignáce na Karlově náměstí v Praze provdala za Petra Dujku (13. října 1921 Nový Hrozenkov – 27. ledna 1996 Praha). Petr Dujka st. pocházel z Valašska. Za druhé světové války mu za ilegální činnost hrozilo zatčení, proto přes Slovensko a Polsko utekl a připojil se k československé jednotce. Následně byl vyznamenán Za Chrabrost, Za zásluhy, sovětským vyznamenáním Za pobědu a mohl se pyšnit válečným křížem. Byl lesním inženýrem, do svatby byl zaměstnaným v lesním hospodářství rodiny z Bubna-Litic. Manželé pak bydleli v podnájmu v Praze 2, v Gorazdově ulici. Po své smrti byl Petr Dujka pohřben v rodinné hrobce Bubnů z Litic u severní zdi kostela Nejsvětější Trojice v Horním Jelení. V roce 2018 byly jeho ostatky přeneseny do Doudleb nad Orlicí.
Manželům Dujkovým se narodily čtyři děti:
- 1. Marketa (* prosinec 1948) ∞ Augustin
- 2. Monica (* únor 1950), její dcera:
  - Filipa Šebová, reportérka v domácím zpravodajství na TV Prima
- 3. Petr (* říjen 1951), vyučil se strojním zámečníkem, pracoval v nemocnici nejdříve jako údržbář, později jako správce, po Sametové revoluci podnikal, v současnosti spravuje zámek v Doudlebech, ∞ Jana Dujková, jejich dcera:
  - Barbora, učitelka angličtiny ∞ Filip Tomášek
- 4. Michal (14. října 1954 Praha – 22. října 2021 Praha)[12] ∞ 13. září 2014 Horní Jelení Milada Karasová (* 12. září 1950 Praha)